# Satellite laser ranging

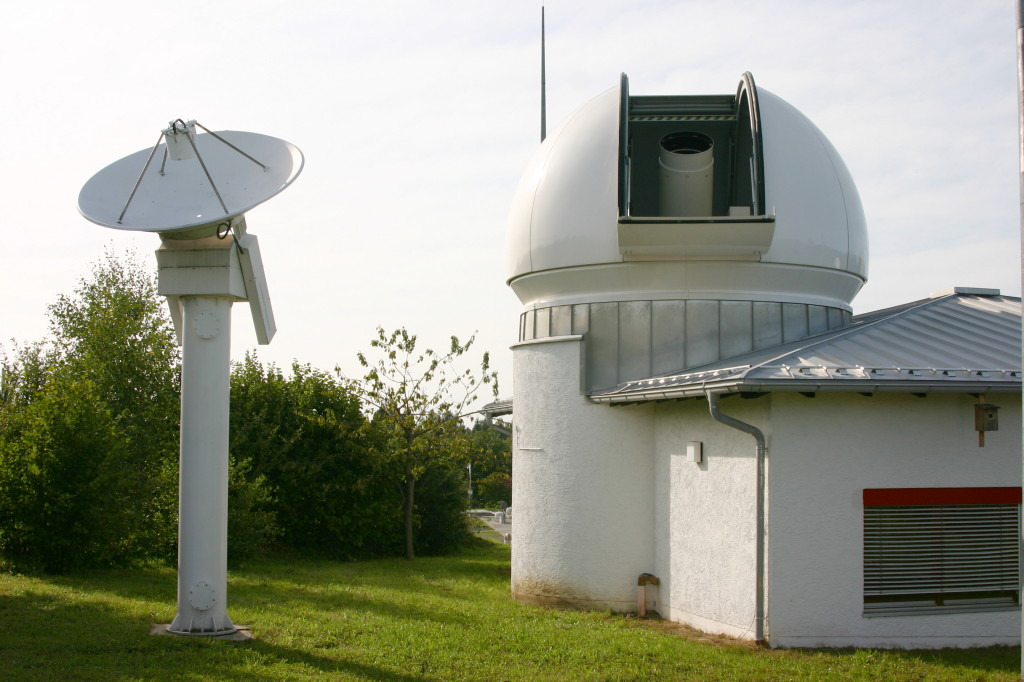

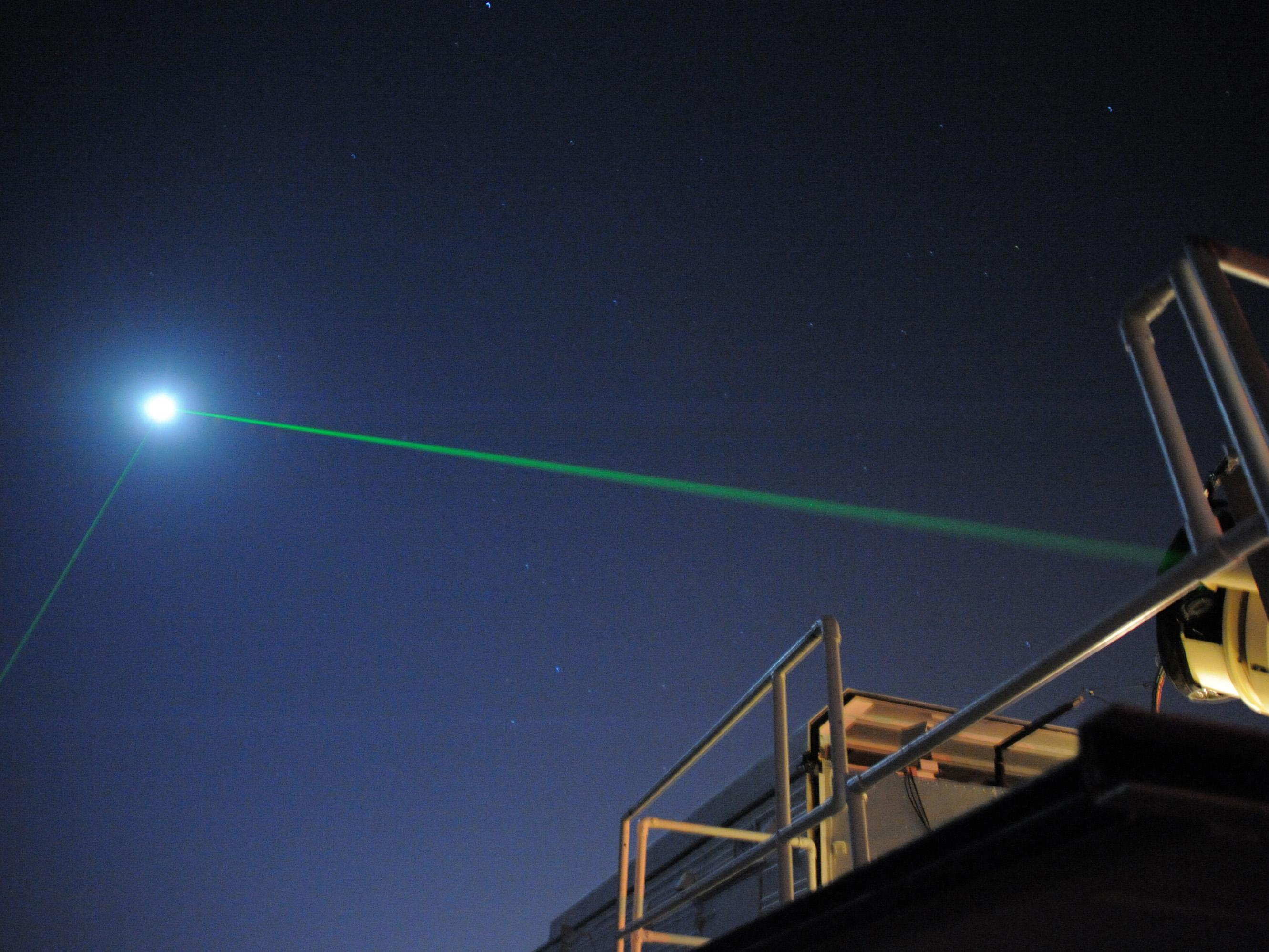

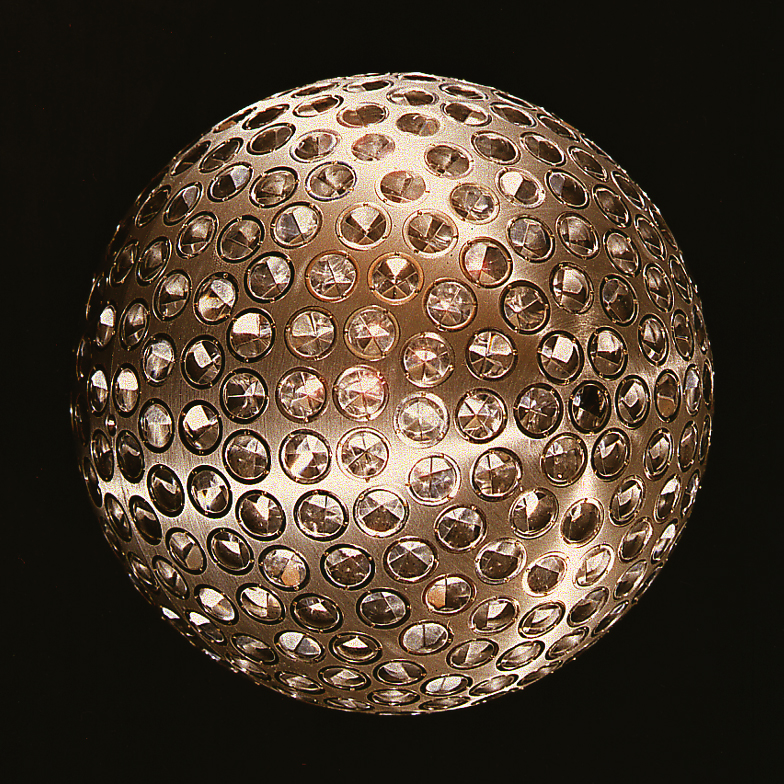
Satélite Geodinámico Láser LAGEOS

El Satellite Laser Ranging (SLR) o Mediciones Láser por Satélites es un método muy preciso de medición de distancias realizado mediante la emisión de pulsos de Luz Láser a Satélites de acuerdo con el principio de pulso-eco.
El proceso consiste en enviar un muy corto y poderoso pulso (destello) de luz láser mediante un Telescopio Láser a los retrorreflectores de los satélites que se encuentran en órbitas de 300km a 40.000km de distancia de la superficie de la Tierra. Estos Retrorreflectores son "espejos" especiales con la capacidad de reflejar la luz en la misma dirección de incidencia. Entonces el haz de luz viaja hasta el satélite, y regresa hacia el receptor del telescopio.
Empleando un PET (Pico Event Timer), un reloj capaz medir intervalos de tiempo muy pequeños (pico-segundos), se mide el tiempo de vuelo del pulso láser en su viaje de ida y vuelta. Con este tiempo de vuelo y conocida la velocidad de la luz, es posible calcular la distancia entre el satélite y el telescopio.
Este proceso se repite a altas velocidades siguiendo la órbita del satélite durante el tiempo en que el satélite se encuentra dentro del rango de alcance del telescopio.
Este sistema provee mediciones instantáneas con un nivel de precisión milimétrico, las cuales pueden ser acumuladas con el fin de determinar de forma precisa las órbitas de los satélites medidos y así suministrar importantes datos científicos.
El primer satélite que empleó este sistema fue lanzado por la NASA en 1964, el Becon Explorer 22B..